# Мабиян, Тезегуль Галустовна
Тезегуль Галустовна Мобиян (азерб. Təzəgül Qalustovna Mobiyan, удин. Мобин Таьзаьгуьл Галусти хинар; 18 марта 1904, Нидж, Нухинский уезд — ?) — советский азербайджанский табаковод, Герой Социалистического Труда (1950).

## Биография
Родилась 18 марта 1904 года в селе Нидж Нухинского уезда Елизаветпольской губернии (ныне посёлок в Габалинском районе Азербайджана). По национальности удинка.
С 1935 года колхозница, звеньевая колхозов имени Ленина и имени Кирова Куткашенского района Азербайджанской ССР. В 1949 году получила урожай табака сорта «Трапезонд» 26 центнеров с гектара на площади 6 гектаров.
Указом Президиума Верховного Совета СССР от 17 июня 1950 года за получение высоких урожаев табака в 1949 году Мабиян Тезегуль Галустовне присвоено звание Героя Социалистического Труда с вручением ордена Ленина и золотой медали «Серп и Молот».
С 1968 года пенсионер союзного значения.
Активно участвовала в общественной жизни Азербайджана. Член КПСС с 1941 года.